# Erwin Sebestyen
Erwin Sebestyen (n.  ?) este un fost atlet român, specializat în proba de 110 metri garduri.

## Carieră
Sportivul este multiplu campion național și balcanic. La vârsta de 18 ani a participat la Jocurile Europene în sală din 1969. În 1971 a participat la Campionatul European în sală.
La Universiada din 1973 el a ocupat locul 9 și la Campionatul European din 1974, ce a avut loc la Roma, s-a clasat pe locul 11. La Campionatele Naționale pe teren acoperit din 1975 a stabilit un nou record național în proba de 60 m garduri cu timpul de 7,6 secunde. La scurt timp după aceea a obținut locul 7 la Campionatul European în sală de la Katowice. La Universiada din 1977, care a avut loc la Sofia, a ajuns pe locul 4 cu timpul de 13,64 secunde. În semifinală a realizat chiar timpul de 13,49 secunde.
Erwin Sebestyen s-a stabilit în Elveția.

## Palmares
| An   | Competiție                   | Locație                    | Loc | Eveniment     | Note    |
| ---- | ---------------------------- | -------------------------- | --- | ------------- | ------- |
| 1969 | Jocurile Europene în sală    | Belgrad, Iugoslavia        | 10  | 50 m          | 6,0 s   |
| 1971 | Campionatul European în sală | Sofia, Bulgaria            | 17  | 60 m garduri  | 8,4 s   |
| 1973 | Universiada                  | Moscova, Uniunea Sovietică | 9   | 110 m garduri | 14,38 s |
| 1974 | Campionatul European         | Roma, Italia               | 11  | 110 m garduri | 13,91 s |
| 1975 | Campionatul European în sală | Katowice, Polonia          | 7   | 60 m garduri  | 7,80 s  |
| 1977 | Universiada                  | Sofia, Bulgaria            | 4   | 110 m garduri | 13,64 s |